# Май 2007 года

Список событий мая 2007 года.

## События
- 2 мая — вечером по местному времени (+12 UTC) у берегов Камчатки зафиксировано сразу три землетрясения. Эпицентры находились всего в нескольких сотнях километрах от Петропавловска-Камчатского. Жертв и разрушений нет[1].
- 3 мая — в результате утечки аммиака на Микояновском заводе один человек погиб и двое госпитализированы с ожогами. Виновником аварии оказался нетрезвый гражданин Польши[2].
- 5 мая — в Дуале произошла катастрофа самолёта Boeing 737-800 компании Kenya Airways, погибли 114 человек. Крупнейшая авиакатастрофа в Камеруне.
- 6 мая — Николя Саркози во втором туре президентских выборов во Франции избран президентом республики, набрав 53 % голосов против почти 47 % у Сеголен Руаяль. Он вступит в должность 16 мая.
- 8 мая — массовые беспорядки после выборов во Франции: противники Николя Саркози жгут машины. Пострадали не менее 78 полицейских[3].
- 10 мая — Тони Блэр объявил о своей отставке с поста лидера правящей Лейбористской партии
- 11 мая — Горсовет Львова поддержал инициативу праворадикальных депутатов о составлении списка памятников советской эпохи, подлежащих сносу[4].
- 13 мая — поджог кафе «Янтарное»: погибли 10 человек.
- 16 мая — Николя Саркози сменил Жака Ширака на посту президента республики; премьер-министром вместо Доминика де Вильпена стал Франсуа Фийон (17 мая).
- 16—27 мая — Каннский кинофестиваль 2007.
- 17 мая — торжественная церемония подписания Акта о воссоединении РПЦЗ с РПЦ в Москве[5].
- 20 мая — в селе Ытык-Кюель (Якутия) из-за паводка затоплено 873 жилых дома, эвакуировано более трёх тысяч человек[6].
- 21 мая — в Лондоне сгорел легендарный корабль-музей «Катти Сарк», последний в мире сохранившийся чайный клипер[7].
- 23 мая — футбольный клуб «Милан» стал победителем Лиги чемпионов УЕФА сезона 2006/2007, обыграв в финале английский «Ливерпуль» со счётом 2:1.
- 24 мая — взрыв на шахте «Юбилейная» в Кемеровской области. Погибли 39 человек[8][9].

### Без точных дат
- В мае 2007 года на полуострове Ямал обнаружен мамонтёнок, превосходящий по сохранности все ранее обнаруженные ископаемые останки мамонтов.
- Крупнейший дезинформационный вброс о серьёзной аварии на одной из атомных станций, вызвавший массовую панику на юге России.